# Ntone Edjabe
Ntone Edjabe (nacido en Camerún en 1970) es un autor, periodista, DJ y fundador de la revista Chimurenga. .

## Vida y carrera
Ntone Edjabe nació en Douala, Camerún, pero posteriormente se trasladó a Lagos, Nigeria, donde inició sus estudios. En 1993, los abandonó para trasladarse a Sudáfrica. Allí se desempeña como reportero, autor, DJ y entrenador de baloncesto.
En 1997, fue cofundador y director del Mercado Panafricano, un lugar de interés comercial y cultural situado en Long Street, en el corazón de Ciudad del Cabo. En el año 2002, estableció la revista Chimurenga. En 2004 desempeñó el rol de facilitador en la edición de Time of the Writer, y en 2007 participó en su décimo aniversario en el Centro de Artes Creativas de la Universidad de KwaZulu-Natal. Edjabe es un miembro y cofundador del grupo de DJ Fong Kong Bantu Soundsystem. En el año 2009, ocupó la posición de artista residente en el Instituto Tecnológico de Massachusetts.

## Reconocimiento
En 2011, Edjabe obtuvo la distinción principal de los Premios Príncipe Claus, por su proyecto Chimurenga. En 2017, formó parte del comité internacional que otorgó a Anne Imhof el León de Oro a la mejor actuación nacional en la 57ª Bienal de Venecia.

## Obras
En 2002, Edjabe asumió la dirección y fundación de la revista Chimurenga, así como el curado de la serie de libros African Cities Reader, junto a Edgar Pieterse. Se desempeñó como copresentador del programa de radio Soul Makossa en Bush Radio 89.5, una emisora situada en Ciudad del Cabo. En colaboración con Neo Muyanga de la Estación Espacial Panafricana (PASS), se desempeña como curador. Desde Politique africaine, L'Autre Afrique hasta BBC Focus on Africa, son algunas de las publicaciones con las que colabora.